# Delopleurus pullus
Delopleurus pullus är en skalbaggsart som beskrevs av Karl Henrik Boheman 1857. Delopleurus pullus ingår i släktet Delopleurus och familjen bladhorningar. Inga underarter finns listade i Catalogue of Life.